# Meator rubatra
Meator rubatra is een hydroïdpoliep uit de familie Bythotiaridae. De poliep komt uit het geslacht Meator. Meator rubatra werd in 1913 voor het eerst wetenschappelijk beschreven door Bigelow. 